# Antony (fodboldspiller)
Antony Matheus dos Santos (født 24. februar 2000), kendt som bare Antony, er en brasiliansk professionel fodboldspiller, som spiller for klubbenManchester United, og Brasiliens landshold.

## Klubkarriere

### São Paulo
Antony begyndte sin karriere med São Paulo, hvor han gjorde sin professionelle debut i 2018.

### Ajax
Antony skrev i februar 2020 en kontrakt med Ajax, og skiftede som resultat til klubben i juli af samme år. Han debuterede for klubben den 13. september 2020 i en Eredivise-kamp mod Sparta Rotterdam, og scorede det vindene mål i kampen. Han etablerede sig over de næste to sæsoner som en fast mand på holdet.

### Manchester United
Antony skiftede i august 2022 til Manchester United, i en aftale som gjorde ham til klubbens tredje dyreste transfer nogensinde, kun bag Paul Pogba og Romelu Lukaku. Han havde en fantastisk start i klubben, da han scorede på sin debut i en 3-1 sejr over rivaler Arsenal. Han endte også med at score i sine næste to kampe, og blev som resultat den første Manchester United spiller nogensinde til at score i sine 3 første Premier League kampe med klubben.

#### Leje til Real Betis
Antony blev i januar 2025 udlejet til spanske Real Betis for resten af sæsonen.

## Landsholdskarriere

### Olympiske landshold
Antony var del af Brasiliens fodboldtrup til sommer-OL 2020, hvor at Brasilien vandt guld.

### Seniorlandshold
Antony debuterede for Brasiliens landshold den 8. oktober 2021.

## Titler
Ajax
- Eredivisie: 2 (2020-21, 2021-22)
- KNVB Cup: 1 (2020-21)

Manchester United
- FA Cup: 1 (2023-24)
- EFL Cup: 1 (2022-23)

Brasilien U/23
- Sommer-OL: Guldmedalje: 1 (2020)